# Tour d'Espagne 2014
Le Tour d'Espagne 2014 est la 69e édition de la Vuelta et la 22e épreuve de l'UCI World Tour 2014. Il a pris son départ à Jerez de la Frontera le 23 août 2014 et s'est achevé le 14 septembre à Saint-Jacques-de-Compostelle. Il comporte huit étapes de montagne, cinq étapes vallonnées, cinq étapes de plaine, et trois contre-la-montre (un par équipes et deux individuels). Jerez de la Frontera, sur la côte sud espagnole, accueille la première étape. Le Tour d'Espagne est ensuite tracé dans le sens antihoraire, à travers le sud-est et l'est du pays avant de traverser le nord pour arrivée à Saint-Jacques-de-Compostelle. C'est la première fois en 21 ans que la course ne se termine pas à Madrid.
La course est remportée pour la troisième fois par le coureur espagnol Alberto Contador de l'équipe Tinkoff-Saxo. Pourtant, Contador prend le départ de la course dans une forme incertaine après avoir chuté sur la 10e étape du Tour de France, se brisant le tibia. Contador a retrouvé sa forme dans la course plus tôt que prévu, en prenant le maillot rouge de leader sur le contre-la-montre individuel de la 10e étape, puis en remportant deux étapes de montagne. Il s'adjuge la course avec 1 minute et 10 secondes d'avance sur son dauphin, le Britannique Christopher Froome (Team Sky). Comme Contador, Froome avait rapidement  abandonné sur le Tour de France après avoir chuté trois fois en deux jours. Également en manque de compétition, Froome parvient à retrouver son meilleur niveau lors de la troisième semaine, terminant notamment deuxième de trois étapes de montagne et parvenant à accrocher la deuxième place du classement général. Le coureur espagnol Alejandro Valverde de l'équipe Movistar complète le podium, terminant 40 secondes derrière Froome et 1 minute et 50 secondes derrière Contador.
Sur les autres classements de la course, l'Allemand John Degenkolb de Giant-Shimano remporte le maillot vert du classement par points. Degenkolb termine avec quatre victoires d'étapes, plus que tout autre coureur sur la course. Le maillot à pois bleu du classement de la montagne revient à l'Espagnol Luis León Sánchez, de Caja Rural-Seguros RGA. En plus de prendre le maillot rouge, Contador s'adjuge le maillot blanc du classement du combiné (premier du classement général, troisième du classement par points et deuxième du classement de la montagne). Team Katusha gagne le classement par équipes qui est calculé avec le temps des trois meilleurs cyclistes de chaque équipe.

## Présentation

### Parcours
Comme depuis l'édition 2010, le Tour d'Espagne débute par un contre-la-montre par équipes, long de 12,6 km dans les rues de Jerez de la Frontera. Une étape de plaine puis une étape vallonnée avec une arrivée en côte, à Arcos de la Frontera, sont ensuite programmées. L'étape suivante comprend deux ascensions dans les 60 derniers kilomètres, avec une dizaine de kilomètres de plat pour finir, avant un sprint en côte. La 6e étape est la première arrivée au sommet, sur les pentes du Cumbres Verdes. Le lendemain, l'étape est vallonnée, avec notamment les 5 derniers kilomètres à 4 % de moyenne.
Le peloton quitte l'Andalousie avec une étape de plaine. S'ensuit une étape où les coureurs enchaînent le Puerto San Rafael, une courte descente et la montée finale vers Aramón Valdelinares, le premier jour de repos et un contre-la-montre de 34,5 km commençant par une côte de 3e catégorie. La 11e étape se termine au sommet de la montée de San Miguel de Aralar (11 km à 8,05 % avec des pentes allant jusqu'à 17 %). Une étape en circuit toute plate à Logroño a ensuite lieue, puis une nouvelle étape vallonnée, cependant dont le sommet de la dernière ascension est à près de 35 km de l'arrivée.
Les coureurs enchaînent ensuite trois étapes de haute montagne. La 14e étape passe par le long col de San Glorio, puis une courte descente, un passage légèrement vallonné sur les plateaux de Cantabrie et la montée finale du col de la Componera et ses pentes allant jusqu'à 24 %. La 15e étape se termine au sommet de la célèbre ascension des Lacs de Covadonga. La 16e étape comprend 5 cols de 1re catégorie, dont l'enchaînement du Puerto de San Lorenzo et de la montée vers La Farrapona, en haut de laquelle sera jugée l'arrivée.
Après une journée de repos et une étape de plaine, les coureurs grimpent deux fois dans le final de la 18e étape le Mont Castrove (5 km et des pentes allant jusqu'à 12 %), en haut desquels est placée l'arrivée. Le final de l'étape suivante est marqué par l'Alto do Morrazo, dont le sommet est à 19 km de l'arrivée. Le lendemain, les coureurs affrontent la dernière étape de haute montagne, avec notamment 5 ascensions répertoriées, dont l'enchaînement de l'Alto de Folgueiras de Aigas (1re catégorie) et de l'arrivée au sommet du Puerto de Ancares (Especial), avant de conclure cette Vuelta par un contre-la-montre tout plat de 10 km à Saint-Jacques-de-Compostelle,, pour célébrer les 800 ans de la venue de Saint-François d'Assise. C'est pour cet « évènement exceptionnel » que le Tour d'Espagne ne se termine pas à Madrid (et n'y fait pas non plus étape) pour la première fois depuis 1993, où la Vuelta s'était déjà terminée par un contre-la-montre à Saint-Jacques-de-Compostelle.
Ce Tour d'Espagne est vu comme plus équilibré que les précédents, avec moins d'arrivées au sommet et des étapes de montagnes qui arrivent un peu plus tard dans la course. La course reste cependant favorable aux grimpeurs-puncheurs,. Cela rendra la course « plus nerveuse, surtout cette semaine finale en Galice », pour Samuel Sánchez. Le parcours est également vu comme « un peu moins dur que l'année précédente » pour Alejandro Valverde et « plus dur qu'en 2012 » pour Alberto Contador du fait de la longueur des ascensions proposées, ainsi que permettant que « le classement [puisse] être modifié jusqu'au dernier jour », avec « pas trop de contre-la-montre » et « beaucoup d'ascensions ». Enfin, le Tour d'Espagne rendra hommage à José María Jiménez, son beau-frère Carlos Sastre remettra au vainqueur de la 20e étape un trophée en son honneur.

### Équipes
L'organisateur Unipublic a communiqué la liste des quatre équipes invitées le 2 avril 2014. La seule équipe espagnole de deuxième division Caja Rural-Seguros RGA, qui « ne [peut] plus qu'apprécier l’invitation, sa confiance et travailler au maximum pour démontrer que cette invitation est plus que méritée », et la formation Cofidis, vainqueur de six étapes et cinq classements de la montagne depuis 2007, sont sans surprise présentes. L'équipe IAM, déjà présente sur le Tour de France, reçoit également une invitation, qui « est autant un honneur que du bonheur », tandis que la formation MTN-Qhubeka va prendre part pour la première fois à un grand tour, ce qui permet au « rêve » de l'équipe de développer le cyclisme africain de « commencer à être une réalité ». Vingt-deux équipes participent à ce Tour d'Espagne - 18 ProTeams et 4 équipes continentales professionnelles :
| Nom de l'équipe         | Pays        | Code |
| ----------------------- | ----------- | ---- |
| AG2R La Mondiale        | France      | ALM  |
| Astana                  | Kazakhstan  | AST  |
| Belkin                  | Pays-Bas    | BEL  |
| BMC Racing              | États-Unis  | BMC  |
| Cannondale              | Italie      | CAN  |
| Europcar                | France      | EUC  |
| FDJ.fr                  | France      | FDJ  |
| Garmin-Sharp            | États-Unis  | GRS  |
| Giant-Shimano           | Pays-Bas    | GIA  |
| Katusha                 | Russie      | KAT  |
| Lampre-Merida           | Italie      | LAM  |
| Lotto-Belisol           | Belgique    | LTB  |
| Movistar                | Espagne     | MOV  |
| Omega Pharma-Quick Step | Belgique    | OPQ  |
| Orica-GreenEDGE         | Australie   | OGE  |
| Sky                     | Royaume-Uni | SKY  |
| Tinkoff-Saxo            | Russie      | TCS  |
| Trek Factory Racing     | États-Unis  | TFR  |

| Nom de l'équipe        | Pays           | Code |
| ---------------------- | -------------- | ---- |
| Caja Rural-Seguros RGA | Espagne        | CJR  |
| Cofidis                | France         | COF  |
| IAM                    | Suisse         | IAM  |
| MTN-Qhubeka            | Afrique du Sud | MTN  |

### Favoris
Le tenant du titre Christopher Horner (Lampre-Merida) est retiré par son équipe la veille du départ, en raison d'un taux de cortisol en dessous des seuils autorisés par le MPCC. Son dauphin Vincenzo Nibali, vainqueur du récent Tour de France, n'est pas présent non plus. Le troisième de l'an passé et quatrième du Tour de France, l'Espagnol Alejandro Valverde (Movistar) fait donc figure de favori de la course, lui qui a toujours brillé sur son tour national (dont une victoire finale en 2009), il devra cependant partager le leadership de son équipe avec Nairo Quintana, vainqueur du Tour d'Italie cette année, tout comme le quatrième du classement Joaquim Rodríguez (Katusha), qui a souvent joué de malchance durant la saison malgré un succès sur le Tour de Catalogne et qui sera secondé par Daniel Moreno, dixième et double vainqueur d'étape en 2013. Alors qu'ils faisaient partie des grands favoris de la course, Alberto Contador (Tinkoff-Saxo), double vainqueur de la Vuelta en 2008 et 2012, et Christopher Froome (Sky), le vainqueur du Tour de France 2013, ont abandonné durant la première semaine du Tour de France, ils font ainsi partie des favoris de la Vuelta, à condition qu'ils aient totalement récupéré de leurs chutes. Les autres favoris sont Rigoberto Urán (Omega Pharma-Quick Step), deuxième des deux derniers Tours d'Italie mais qui n'a jamais brillé sur le Tour d'Espagne, Fabio Aru (Astana), troisième du Giro, le trio de la formation Belkin Wilco Kelderman-Robert Gesink-Laurens ten Dam, Haimar Zubeldia (Trek Factory Racing), Samuel Sánchez, Cadel Evans (BMC Racing Team), Daniel Martin, Andrew Talansky (Garmin-Sharp) et Jurgen Van den Broeck (Lotto-Belisol). Esteban Chaves et les jumeaux Simon et Adam Yates (Orica-GreenEDGE), Julián Arredondo (Trek Factory Racing), Winner Anacona (Lampre-Merida), Mikel Landa (Astana), Mikel Nieve (Sky), Daniel Navarro (Cofidis), David Arroyo (Caja Rural-Seguros RGA) et Sergio Pardilla (MTN-Qhubeka) sont également présents.

#### Sprinteurs
Les principaux sprinters de ce tour d'Espagne seront le Français Nacer Bouhanni (vainqueur du classement par points du Tour d'Italie 2014), le Slovaque Peter Sagan (vainqueur du classement par points du Tour de France 2014) et l'Allemand John Degenkolb (vainqueur de 5 sprints sur la Vuelta 2012).
Le Britannique Mark Cavendish, toujours diminué après sa chute lors de la première étape du Tour de France 2014, est absent.

## Récit de la course
La formation Movistar remporte le contre-la-montre par équipes inaugural, permettant ainsi à Jonathan Castroviejo de s'emparer du maillot rouge, et à Nairo Quintana et Alejandro Valverde de prendre de l'avance sur leurs rivaux au classement général. Elle devance les équipes Cannondale et Orica-GreenEDGE, vainqueurs de l'exercice sur le Tour d'Italie, de 6 secondes. Les double champions du monde de la spécialité Omega Pharma-Quick Step, et leur leader Rigoberto Urán, terminent à 11 secondes, les Tinkoff-Saxo d'Alberto Contador à 19, la Sky de Christopher Froome 27 et la Katusha de Joaquim Rodríguez 38. Nacer Bouhanni (FDJ.fr) remporte la deuxième étape, en devançant au sprint John Degenkolb (Giant-Shimano) et Roberto Ferrari (Lampre-Merida), et endosse le maillot vert. Au classemment général, Alejandro Valverde est le nouveau leader, au cumul des places.
Giampaolo Caruso (Katusha) attaque dans la côte finale de la 3e étape, Daniel Martin (Garmin-Sharp) fait l'effort et le reprend mais est battu au sprint par Michael Matthews (Orica-GreenEDGE), Joaquim Rodriguez est 3e. Matthews est le nouveau maillot rouge, avec 4 secondes d'avance sur Quintana et 11 sur Valverde. Le lendemain, l'étape se joue au sprint : John Degenkolb s'impose devant Vicente Reynés (IAM) et Michael Matthews, qui conforte son maillot rouge et prend la tête du classement par points. Lors de la 5e étape, Degenkolb gagne au sprint, s'emparant ainsi du maillot vert. Il devance Bouhanni et Moreno Hofland (Belkin).
Alejandro Valverde assure le tempo dans la courte ascension finale de la 6e étape, réduisant ainsi le groupe de tête à une dizaine de coureurs. À 700 m de la ligne, Joaquim Rodriguez attaque, Valverde saute dans sa roue et relance, pour s'isoler en tête avec Rodriguez, Contador et Froome. Valverde devance finalement au sprint Froome et Contador, Rodriguez est à 8 secondes. Les principaux enseignements de cette première arrivée au sommet sont la confirmation du retour en forme de Froome et Contador, et que la question du leadership de l'équipe Movistar est loin d'être tranchée. Valverde prend du même coup les rênes du classement général et du combiné, avec 15 secondes d'avance sur Quintana, 18 sur Contador. Lors de l'étape suivante, Alessandro De Marchi (Cannondale) s'impose en solitaire, avec plus d'1 minute 30 d'avance sur ses précédents compagnons d'échappée, Ryder Hesjedal, Hubert Dupont (AG2R la Mondiale) et Johann Tschopp (IAM). Nacer Bouhanni s'impose le lendemain devant Michael Matthews, après un mouvement brusque vers Mathhews juste avant la ligne qui aura failli le déclasser, et Peter Sagan (Cannondale). La neuvième étape, première réelle arrivée au sommet, voit la victoire du Colombien Winner Anacona, présent dans l'échappée de 31 coureurs partie en début de course, devant Alexey Lutsenko (Astana) et son coéquipier Damiano Cunego. 21e du classement général au départ de l'étape, Anacona remonte au 4e rang, à 9 secondes du maillot rouge. Du côté des favoris, Daniel Martin attaque 2 km de l'arrivée, contré par Alberto Contador. Ce dernier est rattrapé sur la ligne par Joaquim Rodríguez et Nairo Quintana. Ce dernier devance Valverde de 3 secondes, Contador de 8, Froome et Rodriguez sont à environ 30 secondes et le reste à plus d'1 minute.
Le champion du monde de la spécialité Tony Martin (Omega Pharma-Quick Step) gagne le contre-la-montre, avec 15 secondes d'avance sur Rigoberto Urán et 18 sur Fabian Cancellara (Trek Factory Racing). Quatrième de l'étape, Alberto Contador prend la première place du classement général, 27 secondes devant Alejandro Valverde et 59 secondes devant Uran. Quintana, victime d'une chute, est le perdant du jour, il recule à la onzième place. Il chute à nouveau le lendemain et abandonne. Lors de cette étape, Fabio Aru attaque à la flamme rouge et s'impose, six secondes devant Valverde, Rodriguez, Contador et Froome. Après ces deux étapes qui ont décanté le classement général, Alberto Contador est leader, après un très bon contre-la-montre et une montée de San Miguel de Aralar contrôlée. Il dispose de 20 secondes d'avance sur Alejandro Valverde, désormais seul leader, et 1 minutes 8 secondes sur Rigoberto Uran. Christopher Froome est quatrième, Joaquim Rodriguez cinquième, tous deux à plus d'une minute.
Lors de la 12e étape, John Degenkolb s'adjuge le sprint final, perturbé par une chute collective à 500 m de la ligne, devançant Tom Boonen (Omega Pharma-Quick Step) et Jacopo Guarnieri (Astana). Dans le mur placé juste avant l'arrivée de la 13e étape, Gianluca Brambilla (Omega Pharma – Quick Step) attaque, contré par Daniel Navarro (Cofidis), qui va gagner l'étape deux secondes devant Daniel Moreno (Katusha) et Wilco Kelderman (Belkin) et cinq secondes devant le groupe maillot rouge.

## Étapes
| Étape     | Date               | Villes étapes                                               | Type                         | Distance (km)    | Vainqueur d’étape    | Leader du classement général |
| --------- | ------------------ | ----------------------------------------------------------- | ---------------------------- | ---------------- | -------------------- | ---------------------------- |
| 1re étape | Sam. 23 août       | Jerez de la Frontera – Jerez de la Frontera                 | Contre-la-montre par équipes | 12,6             | Movistar             | Jonathan Castroviejo         |
| 2e étape  | Dim. 24 août       | Algésiras – San Fernando                                    | Étape de plaine              | 174,4            | Nacer Bouhanni       | Alejandro Valverde           |
| 3e étape  | Lun. 25 août       | Cadix – Arcos de la Frontera                                | Étape de moyenne montagne    | 197,8            | Michael Matthews     | Michael Matthews             |
| 4e étape  | Mar. 26 août       | Mairena del Alcor – Cordoue                                 | Étape de moyenne montagne    | 164,7            | John Degenkolb       | Michael Matthews             |
| 5e étape  | Mer. 27 août       | Priego de Córdoba – Ronda                                   | Étape de plaine              | 180              | John Degenkolb       | Michael Matthews             |
| 6e étape  | Jeu. 28 août       | Benalmádena – La Zubia (Cumbres Verdes)                     | Étape de montagne            | 167,1            | Alejandro Valverde   | Alejandro Valverde           |
| 7e étape  | Ven. 29 août       | Alhendín – Alcaudete                                        | Étape de moyenne montagne    | 169              | Alessandro De Marchi | Alejandro Valverde           |
| 8e étape  | Sam. 30 août       | Baeza – Albacete                                            | Étape de plaine              | 207              | Nacer Bouhanni       | Alejandro Valverde           |
| 9e étape  | Dim. 31 août       | Carboneras de Guadazaón - Aramón Valdelinares (es)          | Étape de montagne            | 185              | Winner Anacona       | Nairo Quintana               |
|           | Lun. 1er septembre |                                                             | Jour de repos                | Journée de repos | Journée de repos     | Journée de repos             |
| 10e étape | Mar. 2 septembre   | Real Monasterio de Santa María de Veruela (es) – Borja      | Contre-la-montre individuel  | 36,7             | Tony Martin          | Alberto Contador             |
| 11e étape | Mer. 3 septembre   | Pampelune – San Miguel de Aralar                            | Étape de montagne            | 153,4            | Fabio Aru            | Alberto Contador             |
| 12e étape | Jeu. 4 septembre   | Logroño – Logroño                                           | Étape de plaine              | 166,4            | John Degenkolb       | Alberto Contador             |
| 13e étape | Ven. 5 septembre   | Belorado – Obregón (Parque de Cabárceno)                    | Étape de moyenne montagne    | 188,7            | Daniel Navarro       | Alberto Contador             |
| 14e étape | Sam. 6 septembre   | Santander – Valle de Sábero (La Camperona)                  | Étape de montagne            | 200,8            | Ryder Hesjedal       | Alberto Contador             |
| 15e étape | Dim. 7 septembre   | Oviedo – Lacs de Covadonga                                  | Étape de montagne            | 152,2            | Przemysław Niemiec   | Alberto Contador             |
| 16e étape | Lun. 8 septembre   | San Martín del Rey Aurelio – Lac de Somiedo (La Farrapona)  | Étape de montagne            | 160,5            | Alberto Contador     | Alberto Contador             |
|           | Mar. 9 septembre   |                                                             | Jour de repos                | Journée de repos | Journée de repos     | Journée de repos             |
| 17e étape | Mer. 10 septembre  | Ortigueira – La Corogne                                     | Étape de plaine              | 190,7            | John Degenkolb       | Alberto Contador             |
| 18e étape | Jeu. 11 septembre  | A Estrada – Meis (Mont Castrove)                            | Étape de montagne            | 157              | Fabio Aru            | Alberto Contador             |
| 19e étape | Ven. 12 septembre  | Salvaterra de Miño – Cangas do Morrazo                      | Étape de moyenne montagne    | 180,5            | Adam Hansen          | Alberto Contador             |
| 20e étape | Sam. 13 septembre  | Santo Estevo de Ribas de Sil (es) – Puerto de Ancares       | Étape de montagne            | 185,7            | Alberto Contador     | Alberto Contador             |
| 21e étape | Dim. 14 septembre  | Saint-Jacques-de-Compostelle – Saint-Jacques-de-Compostelle | Contre-la-montre individuel  | 9,7              | Adriano Malori       | Alberto Contador             |

## Classements finals

### Classement général
|    | Cycliste                 | Pays        | Équipe                 |    | Temps            |
| -- | ------------------------ | ----------- | ---------------------- | -- | ---------------- |
| 1  | Alberto Contador         | Espagne     | Tinkoff-Saxo           | en | 81 h 25 min 05 s |
| 2  | Christopher Froome       | Royaume-Uni | Sky                    | +  | 1 min 10 s       |
| 3  | Alejandro Valverde       | Espagne     | Movistar               |    | 1 min 50 s       |
| 4  | Joaquim Rodríguez        | Espagne     | Katusha                |    | 3 min 25 s       |
| 5  | Fabio Aru                | Italie      | Astana                 |    | 4 min 48 s       |
| 6  | Samuel Sánchez           | Espagne     | BMC Racing             |    | 9 min 30 s       |
| 7  | Daniel Martin            | Irlande     | Garmin-Sharp           |    | 10 min 38 s      |
| 8  | Warren Barguil           | France      | Giant-Shimano          |    | 11 min 50 s      |
| 9  | Damiano Caruso           | Italie      | Cannondale             |    | 12 min 50 s      |
| 10 | Daniel Navarro           | Espagne     | Cofidis                |    | 13 min 02 s      |
| 11 | Daniel Moreno            | Espagne     | Katusha                |    | 16 min 44 s      |
| 12 | Mikel Nieve              | Espagne     | Sky                    |    | 19 min 54 s      |
| 13 | Romain Sicard            | France      | Europcar               |    | 24 min 20 s      |
| 14 | Wilco Kelderman          | Pays-Bas    | Belkin                 |    | 25 min 04 s      |
| 15 | Giampaolo Caruso         | Italie      | Katusha                |    | 25 min 27 s      |
| 16 | Maxime Monfort           | Belgique    | Lotto-Belisol          |    | 29 min 52 s      |
| 17 | Sergio Pardilla          | Espagne     | MTN-Qhubeka            |    | 32 min 00 s      |
| 18 | Dominik Nerz             | Allemagne   | BMC Racing             |    | 37 min 25 s      |
| 19 | Luis Ángel Maté          | Espagne     | Cofidis                |    | 42 min 04 s      |
| 20 | David Arroyo             | Espagne     | Caja Rural-Seguros RGA |    | 52 min 51 s      |
| 21 | Jesús Hernández Blázquez | Espagne     | Tinkoff-Saxo           |    | 55 min 06 s      |
| 22 | Christophe Le Mével      | France      | Cofidis                |    | 55 min 53 s      |
| 23 | Oliver Zaugg             | Suisse      | Tinkoff-Saxo           |    | 57 min 28 s      |
| 24 | Ryder Hesjedal           | Canada      | Garmin-Sharp           |    | 1 h 05 min 25 s  |
| 25 | André Cardoso            | Portugal    | Garmin-Sharp           |    | 1 h 07 min 37 s  |

### Classements annexes
|    | Cycliste           | Pays        | Équipe              | Points |
| -- | ------------------ | ----------- | ------------------- | ------ |
| 1  | John Degenkolb     | Allemagne   | Giant-Shimano       | 169    |
| 2  | Alejandro Valverde | Espagne     | Movistar            | 146    |
| 3  | Alberto Contador   | Espagne     | Tinkoff-Saxo        | 145    |
| 4  | Christopher Froome | Royaume-Uni | Sky                 | 139    |
| 5  | Joaquim Rodríguez  | Espagne     | Katusha             | 117    |
| 6  | Michael Matthews   | Australie   | Orica-GreenEDGE     | 105    |
| 7  | Fabio Aru          | Italie      | Astana              | 103    |
| 8  | Daniel Martin      | Irlande     | Garmin-Sharp        | 85     |
| 9  | Jasper Stuyven     | Belgique    | Trek Factory Racing | 71     |
| 10 | Damiano Caruso     | Italie      | Cannondale          | 61     |

|    | Cycliste             | Pays        | Équipe                 | Points |
| -- | -------------------- | ----------- | ---------------------- | ------ |
| 1  | Luis León Sánchez    | Espagne     | Caja Rural-Seguros RGA | 58     |
| 2  | Alberto Contador     | Espagne     | Tinkoff-Saxo           | 45     |
| 3  | Alejandro Valverde   | Espagne     | Movistar               | 40     |
| 4  | Przemysław Niemiec   | Pologne     | Lampre-Merida          | 33     |
| 5  | Christopher Froome   | Royaume-Uni | Sky                    | 33     |
| 6  | Lluís Mas            | Espagne     | Caja Rural-Seguros RGA | 20     |
| 7  | Fabio Aru            | Italie      | Astana                 | 19     |
| 8  | Joaquim Rodríguez    | Espagne     | Katusha                | 19     |
| 9  | Winner Anacona       | Colombie    | Lampre-Merida          | 18     |
| 10 | Alessandro De Marchi | Italie      | Cannondale             | 18     |

|    | Cycliste           | Pays        | Équipe        | Points |
| -- | ------------------ | ----------- | ------------- | ------ |
| 1  | Alberto Contador   | Espagne     | Tinkoff-Saxo  | 6      |
| 2  | Alejandro Valverde | Espagne     | Movistar      | 8      |
| 3  | Christopher Froome | Royaume-Uni | Sky           | 11     |
| 4  | Joaquim Rodríguez  | Espagne     | Katusha       | 17     |
| 5  | Fabio Aru          | Italie      | Astana        | 19     |
| 6  | Ryder Hesjedal     | Canada      | Garmin-Sharp  | 48     |
| 7  | Przemysław Niemiec | Pologne     | Lampre-Merida | 49     |
| 8  | Winner Anacona     | Colombie    | Lampre-Merida | 62     |
| 9  | Warren Barguil     | France      | Giant-Shimano | 63     |
| 10 | Samuel Sánchez     | Espagne     | BMC Racing    | 64     |

|    | Équipe        | Pays        |    | Temps             |
| -- | ------------- | ----------- | -- | ----------------- |
| 1  | Katusha       | Russie      | en | 244 h 19 min 36 s |
| 2  | Movistar      | Espagne     | +  | 38 min 54 s       |
| 3  | Tinkoff-Saxo  | Russie      |    | 40 min 16 s       |
| 4  | Cofidis       | France      |    | 52 min 33 s       |
| 5  | Sky           | Royaume-Uni |    | 1 h 06 min 31 s   |
| 6  | Astana        | Kazakhstan  |    | 1 h 08 min 09 s   |
| 7  | Garmin-Sharp  | États-Unis  |    | 1 h 17 min 06 s   |
| 8  | BMC Racing    | États-Unis  |    | 1 h 17 min 32 s   |
| 9  | Belkin        | Pays-Bas    |    | 2 h 13 min 06 s   |
| 10 | Lotto-Belisol | Belgique    |    | 2 h 54 min 48 s   |

### UCI World Tour
Ce Tour d'Espagne attribue des points pour l'UCI World Tour 2014, seulement aux coureurs des équipes ayant un label ProTeam.
| Position           | 1er | 2e  | 3e  | 4e | 5e | 6e | 7e | 8e | 9e | 10e | 11e | 12e | 13e | 14e | 15e | 16e | 17e | 18e | 19e | 20e |
| Classement général | 170 | 130 | 100 | 90 | 80 | 70 | 60 | 52 | 44 | 38  | 32  | 26  | 22  | 18  | 14  | 10  | 8   | 6   | 4   | 2   |
| Par étape          | 16  | 8   | 4   | 2  | 1  |    |    |    |    |     |     |     |     |     |     |     |     |     |     |     |

| #  | Coureur            | Équipe        | Points |
| -- | ------------------ | ------------- | ------ |
| 1  | Alberto Contador   | Tinkoff-Saxo  | 213    |
| 2  | Christopher Froome | Sky           | 163    |
| 3  | Alejandro Valverde | Movistar      | 144    |
| 4  | Fabio Aru          | Astana        | 114    |
| 5  | Joaquim Rodríguez  | Katusha       | 109    |
| 6  | John Degenkolb     | Giant-Shimano | 82     |
| 7  | Daniel Martin      | Garmin-Sharp  | 79     |
| 8  | Samuel Sánchez     | BMC Racing    | 61     |
| 9  | Warren Barguil     | Giant-Shimano | 52     |
| 10 | Nacer Bouhanni     | FDJ.fr        | 41     |

| Suite du classement (11-48) | Suite du classement (11-48) | Suite du classement (11-48) | Suite du classement (11-48) |
| --------------------------- | --------------------------- | --------------------------- | --------------------------- |
| #                           | Coureur                     | Équipe                      | Points                      |
| 11                          | Damiano Caruso              | Cannondale                  | 40                          |
| 11                          | Daniel Moreno               | Katusha                     | 40                          |
| 13                          | Michael Matthews            | Orica-GreenEDGE             | 37                          |
| 14                          | Mikel Nieve                 | Sky                         | 26                          |
| 15                          | Ryder Hesjedal              | Garmin-Sharp                | 24                          |
| 15                          | Wilco Kelderman             | Belkin                      | 24                          |
| 17                          | Romain Sicard               | Europcar                    | 22                          |
| 18                          | Alessandro De Marchi        | Cannondale                  | 20                          |
| 19                          | Winner Anacona              | Lampre-Merida               | 16                          |
| 19                          | Adam Hansen                 | Lotto-Belisol               | 16                          |
| 19                          | Adriano Malori              | Movistar                    | 16                          |
| 19                          | Tony Martin                 | Omega Pharma-Quick Step     | 16                          |
| 19                          | Przemysław Niemiec          | Lampre-Merida               | 16                          |
| 24                          | Giampaolo Caruso            | Katusha                     | 14                          |
| 25                          | Fabian Cancellara           | Trek Factory Racing         | 12                          |
| 26                          | Maxime Monfort              | Lotto-Belisol               | 10                          |
| 27                          | Tom Boonen                  | Omega Pharma-Quick Step     | 8                           |
| 27                          | Alexey Lutsenko             | Astana                      | 8                           |
| 27                          | Jesse Sergent               | Trek Factory Racing         | 8                           |
| 27                          | Oliver Zaugg                | Lotto-Belisol               | 8                           |
| 31                          | Dominik Nerz                | Cannondale                  | 6                           |
| 31                          | Peter Sagan                 | Cannondale                  | 6                           |
| 31                          | Jasper Stuyven              | Trek Factory Racing         | 6                           |
| 34                          | Roberto Ferrari             | Lampre-Merida               | 5                           |
| 35                          | Damiano Cunego              | Lampre-Merida               | 4                           |
| 35                          | Rohan Dennis                | BMC Racing                  | 4                           |
| 35                          | Hubert Dupont               | AG2R La Mondiale            | 4                           |
| 35                          | Imanol Erviti               | Movistar                    | 4                           |
| 35                          | Jacopo Guarnieri            | Astana                      | 4                           |
| 35                          | Moreno Hofland              | Belkin                      | 4                           |
| 35                          | Filippo Pozzato             | Lampre-Merida               | 4                           |
| 35                          | Rigoberto Urán              | Omega Pharma-Quick Step     | 4                           |
| 43                          | Vasil Kiryienka             | Sky                         | 2                           |
| 43                          | Alexandr Kolobnev           | Katusha                     | 2                           |
| 43                          | Paul Martens                | Belkin                      | 2                           |
| 43                          | Yannick Martinez            | Europcar                    | 2                           |
| 43                          | Javier Moreno Bazan         | Movistar                    | 2                           |
| 48                          | Jimmy Engoulvent            | Europcar                    | 1                           |
| 48                          | Philippe Gilbert            | BMC Racing                  | 1                           |
| 48                          | Gregory Henderson           | Lotto-Belisol               | 1                           |
| 48                          | Nairo Quintana              | Movistar                    | 1                           |
| 48                          | Maximiliano Richeze         | Lampre-Merida               | 1                           |

## Évolution des classements
Le classement général, dont le leader porte le maillot rouge, s'établit en additionnant les temps réalisés à chaque étape, puis en ôtant d'éventuelles bonifications (10, 6 et 4 s à l'arrivée des étapes en ligne et 3, 2 et 1 s à chaque sprint intermédiaire). En cas d'égalité, les critères de départage, dans l'ordre, sont : centièmes de seconde enregistrés lors des contre-la-montre, addition des places obtenues lors de chaque étape, place obtenue lors de la dernière étape.
Le classement par points, dont le leader porte le maillot vert, est l'addition des points attribués à l'arrivée des étapes (25, 20, 16, 14, 12 et 10 points puis en ôtant 1 pt par place perdue jusqu'au 15e, qui reçoit donc 1 pt) et aux sprints intermédiaires (4, 2 et 1 points). En cas d'égalité de points, les critères de départage, dans l'ordre, sont : nombre de victoires d'étape, de sprints intermédiaires, classement général.
Le classement de la montagne, dont le leader porte le maillot blanc à pois bleu, consiste en l'addition des points obtenus au sommet de la Cima Alberto Fernandez (20, 15, 10, 6, 4 et 2 pts), des ascensions Hors-catégorie (15, 10, 6, 4 et 2 pts), de 1re (10, 6, 4, 2 et 1 pts), 2e (5, 3 et 1 pts) et 3e (3, 2 et 1 pts) catégorie. En cas d'égalité de points, les critères de départage, dans l'ordre, sont : nombre de premières places dans la Cima Alberto Fernadez, les ascensions Hors-catégorie, de 1re, de 2e, puis de 3e catégorie, classement général.
Le classement du combiné, dont le leader porte le maillot blanc, est la somme des places de chaque coureur dans le classement général, le classement par points et le classement de la montagne. Pour être classé, un coureur doit figurer dans les 3 classements. Si aucun coureur ne remplit cette condition, on regarde les coureurs se trouvant dans 2 classements. En cas d'égalité de points, le critère de départage est le classement général.
Le classement par équipes de l'étape est l'addition des trois meilleurs temps individuels de chaque équipe, sauf lors du contre-la-montre par équipes, où l'on prend le temps de l'équipe. En cas d'égalité, les critères de départage, dans l'ordre, sont : addition des places des 3 premiers coureurs des équipes concernées, place du meilleur coureur sur l'étape. Calculer le classement par équipes revient à additionner les classements par équipes de chaque étape. En cas d'égalité, les critères de départage, dans l'ordre, sont : nombre de premières places dans le classement par équipes du jour, nombre de deuxièmes places dans le classement par équipes du jour, etc., place au classement général du meilleur coureur des équipes concernées.
| Étape              | Vainqueur            | Classement général   | Classement par points | Classement de la montagne | Classement du combiné | Classement par équipes | Prix de la combativité |
| ------------------ | -------------------- | -------------------- | --------------------- | ------------------------- | --------------------- | ---------------------- | ---------------------- |
| 1                  | Movistar             | Jonathan Castroviejo | Non décerné           | Non décerné               | Non décerné           | Movistar               | Non décerné            |
| 2                  | Nacer Bouhanni       | Alejandro Valverde   | Nacer Bouhanni        | Nathan Haas               | Valerio Conti         | Movistar               | Javier Aramendia       |
| 3                  | Michael Matthews     | Michael Matthews     | Nacer Bouhanni        | Lluís Mas                 | Lluís Mas             | Belkin                 | Lluís Mas              |
| 4                  | John Degenkolb       | Michael Matthews     | Michael Matthews      | Lluís Mas                 | Valerio Conti         | Belkin                 | Amets Txurruka         |
| 5                  | John Degenkolb       | Michael Matthews     | John Degenkolb        | Lluís Mas                 | Sergio Pardilla       | Belkin                 | Pim Ligthart           |
| 6                  | Alejandro Valverde   | Alejandro Valverde   | John Degenkolb        | Lluís Mas                 | Alejandro Valverde    | Belkin                 | Pim Ligthart           |
| 7                  | Alessandro De Marchi | Alejandro Valverde   | John Degenkolb        | Lluís Mas                 | Alejandro Valverde    | Belkin                 | Ryder Hesjedal         |
| 8                  | Nacer Bouhanni       | Alejandro Valverde   | John Degenkolb        | Lluís Mas                 | Alejandro Valverde    | Belkin                 | Javier Aramendia       |
| 9                  | Winner Anacona       | Nairo Quintana       | John Degenkolb        | Lluís Mas                 | Alejandro Valverde    | Movistar               | Lluís Mas              |
| 10                 | Tony Martin          | Alberto Contador     | John Degenkolb        | Lluís Mas                 | Alejandro Valverde    | Movistar               | Tony Martin            |
| 11                 | Fabio Aru            | Alberto Contador     | John Degenkolb        | Lluís Mas                 | Alejandro Valverde    | Movistar               | Vasil Kiryienka        |
| 12                 | John Degenkolb       | Alberto Contador     | John Degenkolb        | Lluís Mas                 | Alejandro Valverde    | Movistar               | Matthias Krizek        |
| 13                 | Daniel Navarro       | Alberto Contador     | John Degenkolb        | Lluís Mas                 | Alejandro Valverde    | Movistar               | Luis León Sánchez      |
| 14                 | Ryder Hesjedal       | Alberto Contador     | John Degenkolb        | Luis León Sánchez         | Alejandro Valverde    | Movistar               | Luis León Sánchez      |
| 15                 | Przemysław Niemiec   | Alberto Contador     | John Degenkolb        | Alejandro Valverde        | Alejandro Valverde    | Katusha                | Javier Aramendia       |
| 16                 | Alberto Contador     | Alberto Contador     | John Degenkolb        | Luis León Sánchez         | Alejandro Valverde    | Katusha                | Luis León Sánchez      |
| 17                 | John Degenkolb       | Alberto Contador     | John Degenkolb        | Luis León Sánchez         | Alejandro Valverde    | Katusha                | Bob Jungels            |
| 18                 | Fabio Aru            | Alberto Contador     | John Degenkolb        | Luis León Sánchez         | Alberto Contador      | Katusha                | Luis León Sánchez      |
| 19                 | Adam Hansen          | Alberto Contador     | John Degenkolb        | Luis León Sánchez         | Alberto Contador      | Katusha                | Pim Ligthart           |
| 20                 | Alberto Contador     | Alberto Contador     | John Degenkolb        | Luis León Sánchez         | Alberto Contador      | Katusha                | Jérôme Coppel          |
| 21                 | Adriano Malori       | Alberto Contador     | John Degenkolb        | Luis León Sánchez         | Alberto Contador      | Katusha                | Adriano Malori         |
| Classements finals | Classements finals   | Alberto Contador     | John Degenkolb        | Luis León Sánchez         | Alberto Contador      | Katusha                | Christopher Froome     |

## Liste des participants
| Légende | Légende                                                                                                  | Légende | Légende                                                                                         |
| ------- | --- | ------- | ----------------------------------------------------------------------------------------------- |
| Num     | Dossard de départ porté par le coureur sur cette Vuelta                                                  | Pos.    | Position finale au classement général                                                           |
|         | Indique le vainqueur du classement général                                                               |         | Indique le vainqueur du classement de la montagne                                               |
|         | Indique le vainqueur du classement par points                                                            |         | Indique le vainqueur du classement du combiné                                                   |
|         | Indique la meilleure équipe                                                                              |         | Indique un maillot de champion national ou mondial, suivi de sa spécialité                      |
| NP      | Indique un coureur qui n'a pas pris le départ d'une étape, suivi du numéro de l'étape où il s'est retiré | AB      | Indique un coureur qui n'a pas terminé une étape, suivi du numéro de l'étape où il s'est retiré |
| HD      | Indique un coureur qui a terminé une étape hors des délais, suivi du numéro de l'étape                   | EX      | Indique un coureur exclu pour non-respect du règlement                                          |

| Lampre-Merida LAM | Lampre-Merida LAM   | Lampre-Merida LAM |
| ----------------- | ------------------- | ----------------- |
| Num               | Coureur             | Pos.              |
| 1                 | Valerio Conti       | 112e              |
| 2                 | Winner Anacona      | 27e               |
| 3                 | Damiano Cunego      | 76e               |
| 4                 | Elia Favilli        | 109e              |
| 5                 | Roberto Ferrari     | 146e              |
| 6                 | Przemysław Niemiec  | 26e               |
| 7                 | Filippo Pozzato     | NP-20             |
| 8                 | Maximiliano Richeze | 138e              |
| 9                 | José Serpa          | 93e               |

| AG2R La Mondiale ALM | AG2R La Mondiale ALM | AG2R La Mondiale ALM |
| -------------------- | -------------------- | -------------------- |
| Num                  | Coureur              | Pos.                 |
| 11                   | Hubert Dupont        | 54e                  |
| 12                   | Carlos Betancur      | 158e                 |
| 13                   | Maxime Bouet         | AB-11                |
| 14                   | Damien Gaudin        | 132e                 |
| 15                   | Patrick Gretsch      | 126e                 |
| 16                   | Yauheni Hutarovich   | 134e                 |
| 17                   | Lloyd Mondory        | AB-15                |
| 18                   | Rinaldo Nocentini    | 96e                  |
| 19                   | Sébastien Turgot     | 154e                 |

| Astana AST | Astana AST       | Astana AST |
| ---------- | ---------------- | ---------- |
| Num        | Coureur          | Pos        |
| 21         | Fabio Aru        | 5e         |
| 22         | Daniil Fominykh  | AB-20      |
| 23         | Andrea Guardini  | 159e       |
| 24         | Jacopo Guarnieri | 150e       |
| 25         | Tanel Kangert    | NP-17      |
| 26         | Mikel Landa      | 28e        |
| 27         | Alexey Lutsenko  | 100e       |
| 28         | Paolo Tiralongo  | 33e        |
| 29         | Andrey Zeits     | 50e        |

| Belkin BEL | Belkin BEL         | Belkin BEL |
| ---------- | ------------------ | ---------- |
| Num        | Coureur            | Pos        |
| 31         | Wilco Kelderman    | 14e        |
| 32         | Stef Clement       | 69e        |
| 33         | Laurens ten Dam    | 44e        |
| 34         | Robert Gesink      | NP-18      |
| 35         | Moreno Hofland     | AB-9       |
| 36         | Paul Martens       | 58e        |
| 37         | Martijn Keizer     | 80e        |
| 38         | Maarten Tjallingii | 137e       |
| 39         | Robert Wagner      | 151e       |

| BMC Racing BMC | BMC Racing BMC    | BMC Racing BMC |
| -------------- | ----------------- | -------------- |
| Num            | Coureur           | Pos            |
| 41             | Samuel Sánchez    | 6e             |
| 42             | Rohan Dennis      | 84e            |
| 43             | Cadel Evans       | 52e            |
| 44             | Philippe Gilbert  | 45e            |
| 45             | Steve Morabito    | AB-11          |
| 46             | Dominik Nerz      | 18e            |
| 47             | Manuel Quinziato  | 68e            |
| 48             | Lawrence Warbasse | 74e            |
| 49             | Danilo Wyss       | 36e            |

| Caja Rural-Seguros RGA CJR | Caja Rural-Seguros RGA CJR | Caja Rural-Seguros RGA CJR |
| -------------------------- | -------------------------- | -------------------------- |
| Num                        | Coureur                    | Pos                        |
| 51                         | Luis León Sánchez          | 56e                        |
| 52                         | Javier Aramendia           | 98e                        |
| 53                         | David Arroyo               | 20e                        |
| 54                         | Peio Bilbao                | 60e                        |
| 55                         | Karol Domagalski           | 124e                       |
| 56                         | Francesco Lasca            | 156e                       |
| 57                         | Lluís Mas                  | 121e                       |
| 58                         | Antonio Piedra             | 99e                        |
| 59                         | Amets Txurruka             | 48e                        |

| Cannondale CAN | Cannondale CAN       | Cannondale CAN |
| -------------- | -------------------- | -------------- |
| Num            | Coureur              | Pos            |
| 61             | Peter Sagan          | AB-14          |
| 62             | George Bennett       | 89e            |
| 63             | Maciej Bodnar        | 122e           |
| 64             | Guillaume Boivin     | 149e           |
| 65             | Damiano Caruso       | 9e             |
| 66             | Alessandro De Marchi | 67e            |
| 67             | Oscar Gatto          | AB-16          |
| 68             | Matthias Krizek      | 125e           |
| 69             | Paolo Longo Borghini | 101e           |

| Cofidis COF | Cofidis COF         | Cofidis COF |
| ----------- | ------------------- | ----------- |
| Num         | Coureur             | Pos         |
| 71          | Daniel Navarro      | 10e         |
| 72          | Jérôme Coppel       | 31e         |
| 73          | Romain Hardy        | 64e         |
| 74          | Gert Jõeäär         | 152e        |
| 75          | Christophe Le Mével | 22e         |
| 76          | Guillaume Levarlet  | 49e         |
| 77          | Luis Ángel Maté     | 19e         |
| 78          | Yoann Bagot         | 119e        |
| 79          | Romain Zingle       | 83e         |

| Europcar EUC | Europcar EUC     | Europcar EUC |
| ------------ | ---------------- | ------------ |
| Num          | Coureur          | Pos          |
| 81           | Romain Sicard    | 13e          |
| 82           | Natnael Berhane  | 148e         |
| 83           | Jérôme Cousin    | 78e          |
| 84           | Dan Craven       | 140e         |
| 85           | Jimmy Engoulvent | 157e         |
| 86           | Vincent Jérôme   | 91e          |
| 87           | Yannick Martinez | 81e          |
| 88           | Maxime Méderel   | 35e          |
| 89           | Bryan Nauleau    | AB-7         |

| FDJ.fr FDJ | FDJ.fr FDJ      | FDJ.fr FDJ |
| ---------- | --------------- | ---------- |
| Num        | Coureur         | Pos        |
| 91         | Nacer Bouhanni  | AB-14      |
| 92         | Kenny Elissonde | AB-13      |
| 93         | Murilo Fischer  | AB-13      |
| 94         | Johan Le Bon    | 79e        |
| 95         | Laurent Mangel  | 153e       |
| 96         | Cédric Pineau   | 77e        |
| 97         | Thibaut Pinot   | AB-11      |
| 98         | Anthony Roux    | AB-15      |
| 99         | Geoffrey Soupe  | 94e        |

| Garmin-Sharp GRS | Garmin-Sharp GRS  | Garmin-Sharp GRS |
| ---------------- | ----------------- | ---------------- |
| Num              | Coureur           | Pos              |
| 101              | Ryder Hesjedal    | 24e              |
| 102              | Daniel Martin     | 7e               |
| 103              | Koldo Fernández   | 86e              |
| 104              | Nathan Haas       | 143e             |
| 105              | Nathan Brown      | 85e              |
| 106              | André Cardoso     | 25e              |
| 107              | David Millar      | 144e             |
| 108              | Andrew Talansky   | 51e              |
| 109              | Johan Vansummeren | 118e             |

| Giant-Shimano GIA | Giant-Shimano GIA   | Giant-Shimano GIA |
| ----------------- | ------------------- | ----------------- |
| Num               | Coureur             | Pos               |
| 111               | Warren Barguil      | 8e                |
| 112               | Nikias Arndt        | 102e              |
| 113               | Lawson Craddock     | AB-14             |
| 114               | Koen de Kort        | AB-18             |
| 115               | John Degenkolb      | 116e              |
| 116               | Johannes Fröhlinger | 97e               |
| 117               | Chad Haga           | 73e               |
| 118               | Tobias Ludvigsson   | 62e               |
| 119               | Ramon Sinkeldam     | 136e              |

| IAM | IAM                 | IAM   |
| --- | ------------------- | ----- |
| Num | Coureur             | Pos   |
| 121 | Marcel Aregger      | 117e  |
| 122 | Jonathan Fumeaux    | 142e  |
| 123 | Sébastien Hinault   | 106e  |
| 124 | Dominic Klemme      | AB-14 |
| 125 | Pirmin Lang         | 146e  |
| 126 | Matteo Pelucchi     | AB-15 |
| 127 | Vicente Reynés      | 61e   |
| 128 | Aleksejs Saramotins | AB-7  |
| 129 | Johann Tschopp      | NP-14 |

| Katusha KAT | Katusha KAT        | Katusha KAT |
| ----------- | ------------------ | ----------- |
| Num         | Coureur            | Pos         |
| 131         | Joaquim Rodríguez  | 4e          |
| 132         | Giampaolo Caruso   | 15e         |
| 133         | Sergey Chernetskiy | 113e        |
| 134         | Alexandr Kolobnev  | 40e         |
| 135         | Dmitry Kozontchuk  | 95e         |
| 136         | Alberto Losada     | 42e         |
| 137         | Daniel Moreno      | 11e         |
| 138         | Yury Trofimov      | 72e         |
| 139         | Eduard Vorganov    | 46e         |

| Lotto-Belisol LTB | Lotto-Belisol LTB     | Lotto-Belisol LTB |
| ----------------- | --------------------- | ----------------- |
| Num               | Coureur               | Pos               |
| 141               | Jurgen Van den Broeck | AB-13             |
| 142               | Sander Armée          | 103e              |
| 143               | Vegard Breen          | 129e              |
| 144               | Bart De Clercq        | 34e               |
| 145               | Jens Debusschere      | 107e              |
| 146               | Adam Hansen           | 53e               |
| 147               | Gregory Henderson     | 133e              |
| 148               | Pim Ligthart          | 127e              |
| 149               | Maxime Monfort        | 16e               |

| Movistar MOV | Movistar MOV         | Movistar MOV |
| ------------ | -------------------- | ------------ |
| Num          | Coureur              | Pos          |
| 151          | Alejandro Valverde   | 3e           |
| 152          | Andrey Amador        | 30e          |
| 153          | Jonathan Castroviejo | 65e          |
| 154          | Imanol Erviti        | 63e          |
| 155          | José Herrada         | 32e          |
| 156          | Gorka Izagirre       | 37e          |
| 157          | Adriano Malori       | 114e         |
| 158          | Javier Moreno        | 90e          |
| 159          | Nairo Quintana       | AB-11        |

| MTN-Qhubeka MTN | MTN-Qhubeka MTN            | MTN-Qhubeka MTN |
| --------------- | -------------------------- | --------------- |
| Num             | Coureur                    | Pos             |
| 161             | Sergio Pardilla            | 17e             |
| 162             | Gerald Ciolek              | 139e            |
| 163             | Merhawi Kudus              | 92e             |
| 164             | Louis Meintjes             | 55e             |
| 165             | Kristian Sbaragli          | 104e            |
| 166             | Daniel Teklehaimanot       | 47e             |
| 167             | Jay Robert Thomson         | 155e            |
| 168             | Jacobus Venter             | 123e            |
| 169             | Jacques Janse van Rensburg | 59e             |

| Omega Pharma-Quick Step OPQ | Omega Pharma-Quick Step OPQ | Omega Pharma-Quick Step OPQ |
| --------------------------- | --------------------------- | --------------------------- |
| Num                         | Coureur                     | Pos                         |
| 171                         | Tom Boonen                  | NP-18                       |
| 172                         | Gianluca Brambilla          | EX-16                       |
| 173                         | Nikolas Maes                | 111e                        |
| 174                         | Tony Martin                 | AB-15                       |
| 175                         | Wout Poels                  | 38e                         |
| 176                         | Pieter Serry                | NP-20                       |
| 177                         | Rigoberto Urán              | NP-17                       |
| 178                         | Martin Velits               | 130e                        |
| 179                         | Carlos Verona               | 66e                         |

| Orica-GreenEDGE OGE | Orica-GreenEDGE OGE | Orica-GreenEDGE OGE |
| ------------------- | ------------------- | ------------------- |
| Num                 | Coureur             | Pos                 |
| 181                 | Sam Bewley          | 135e                |
| 182                 | Esteban Chaves      | 41e                 |
| 183                 | Simon Clarke        | 70e                 |
| 184                 | Mitchell Docker     | 147e                |
| 185                 | Brett Lancaster     | AB-13               |
| 186                 | Michael Matthews    | 75e                 |
| 187                 | Cameron Meyer       | NP-18               |
| 188                 | Ivan Santaromita    | AB-7                |
| 189                 | Adam Yates          | 82e                 |

| Sky SKY | Sky SKY             | Sky SKY |
| ------- | ------------------- | ------- |
| Num     | Coureur             | Pos     |
| 191     | Christopher Froome  | 2e      |
| 192     | Dario Cataldo       | NP-20   |
| 193     | Philip Deignan      | 39e     |
| 194     | Peter Kennaugh      | 71e     |
| 195     | Vasil Kiryienka     | 110e    |
| 196     | Christian Knees     | NP-17   |
| 197     | Mikel Nieve         | 12e     |
| 198     | Luke Rowe           | 141e    |
| 199     | Kanstantsin Siutsou | 43e     |

| Tinkoff-Saxo TCS | Tinkoff-Saxo TCS         | Tinkoff-Saxo TCS |
| ---------------- | ------------------------ | ---------------- |
| Num              | Coureur                  | Pos              |
| 201              | Alberto Contador         | 1re              |
| 202              | Michael Valgren          | 128e             |
| 203              | Daniele Bennati          | 108e             |
| 204              | Jesús Hernández Blázquez | 21e              |
| 205              | Sérgio Paulinho          | 57e              |
| 206              | Ivan Rovny               | EX-16            |
| 207              | Chris Anker Sørensen     | 29e              |
| 208              | Matteo Tosatto           | 120e             |
| 209              | Oliver Zaugg             | 23e              |

| Trek Factory Racing TFR | Trek Factory Racing TFR | Trek Factory Racing TFR |
| ----------------------- | ----------------------- | ----------------------- |
| Num                     | Coureur                 | Pos                     |
| 211                     | Fabian Cancellara       | NP-18                   |
| 212                     | Julián Arredondo        | AB-15                   |
| 213                     | Fabio Felline           | 105e                    |
| 214                     | Bob Jungels             | NP-19                   |
| 215                     | Yaroslav Popovych       | 115e                    |
| 216                     | Jesse Sergent           | 131e                    |
| 217                     | Jasper Stuyven          | 88e                     |
| 218                     | Kristof Vandewalle      | 87e                     |
| 219                     | Haimar Zubeldia         | NP-17                   |